# Borsja
Borsja (russisch Борзя) ist eine Stadt in der Region Transbaikalien (Russland) mit 31.379 Einwohnern (Stand 14. Oktober 2010).

## Geographie
Die Stadt liegt in den Steppen des südlichen Transbaikalien, gut 40 km von der Grenze zur Mongolei und 70 km von der Grenze zu China entfernt, etwa 400 km südöstlich der Regionshauptstadt Tschita, am Fluss Borsja, einem rechten Nebenfluss des Onon.
Die Stadt Borsja ist der Region administrativ direkt unterstellt und zugleich Verwaltungszentrum des gleichnamigen Rajons.

## Geschichte
Eine Siedlung auf dem Gebiet der heutigen Stadt entstand im 18. Jahrhundert. Nach Eröffnung der Transsibirischen Eisenbahn 1899 entwickelte sich die um die Station entstandene größere Siedlung zu einem Verkehrs- und Handelszentrum des südöstlichen Transbaikalien. 1900 wurde der Siedlung offiziell der Name Suworowski, nach dem russischen Feldherrn Alexander Suworow, verliehen. Dieser Name bürgerte sich jedoch nicht ein, und der Ort nannte sich weiter, wie die Bahnstation, nach dem gleichnamigen Fluss Borsja. 1950 erhielt der Ort unter diesem Namen Stadtrecht.

### Bevölkerungsentwicklung
| Jahr | Einwohner |
| ---- | --------- |
| 1939 | 10.340    |
| 1959 | 23.680    |
| 1970 | 27.815    |
| 1979 | 35.817    |
| 1989 | 36.373    |
| 2002 | 31.460    |
| 2010 | 31.379    |

Anmerkung: Volkszählungsdaten

## Kultur und Sehenswürdigkeiten
Südwestlich der Stadt, nahe der mongolischen Grenze, liegt das Daurische Naturreservat (Biosphärenreservat).

## Wirtschaft und Infrastruktur
Neben Eisenbahnwerkstätten gibt es in Borsja Betriebe der Lebensmittelindustrie, insbesondere der Fleischwirtschaft auf Grundlage des umliegenden Viehzuchtgebietes.
Nordwestlich der Stadt, bei Scherlowaja Gora, wird im Tagebau Charanor Braunkohle abgebaut, welche zur Stromerzeugung in dem OGK-3 gehörenden gleichnamigen Wärmekraftwerk bei Jasnogorsk dient.
In Borsja befindet sich das Hauptquartier der 36. Armee der Russischen Landstreitkräfte.
Borsja ist eine Station an der ursprünglichen Strecke der Transsibirischen Eisenbahn (der ehemaligen Chinesischen Osteisenbahn, heute Karymskaja – Sabaikalsk/chinesische Grenze). Hier zweigt eine Nebenstrecke über Solowjowsk nach Tschoibalsan in der östlichen Mongolei ab. Durch Borsja führt auch die der Bahnstrecke folgende Fernstraße A166, die hier von der Regionalstraße R430 Nertschinski Sawod–Solowjowsk/mongolische Grenze gekreuzt wird. Die Stadt besitzt einen kleinen Flughafen.

## Persönlichkeiten
- Wiktor Sergatschow (1934–2013), Theater- und Filmschauspieler, Synchronisator sowie Volkskünstler der RSFSR